# Walter Farmer

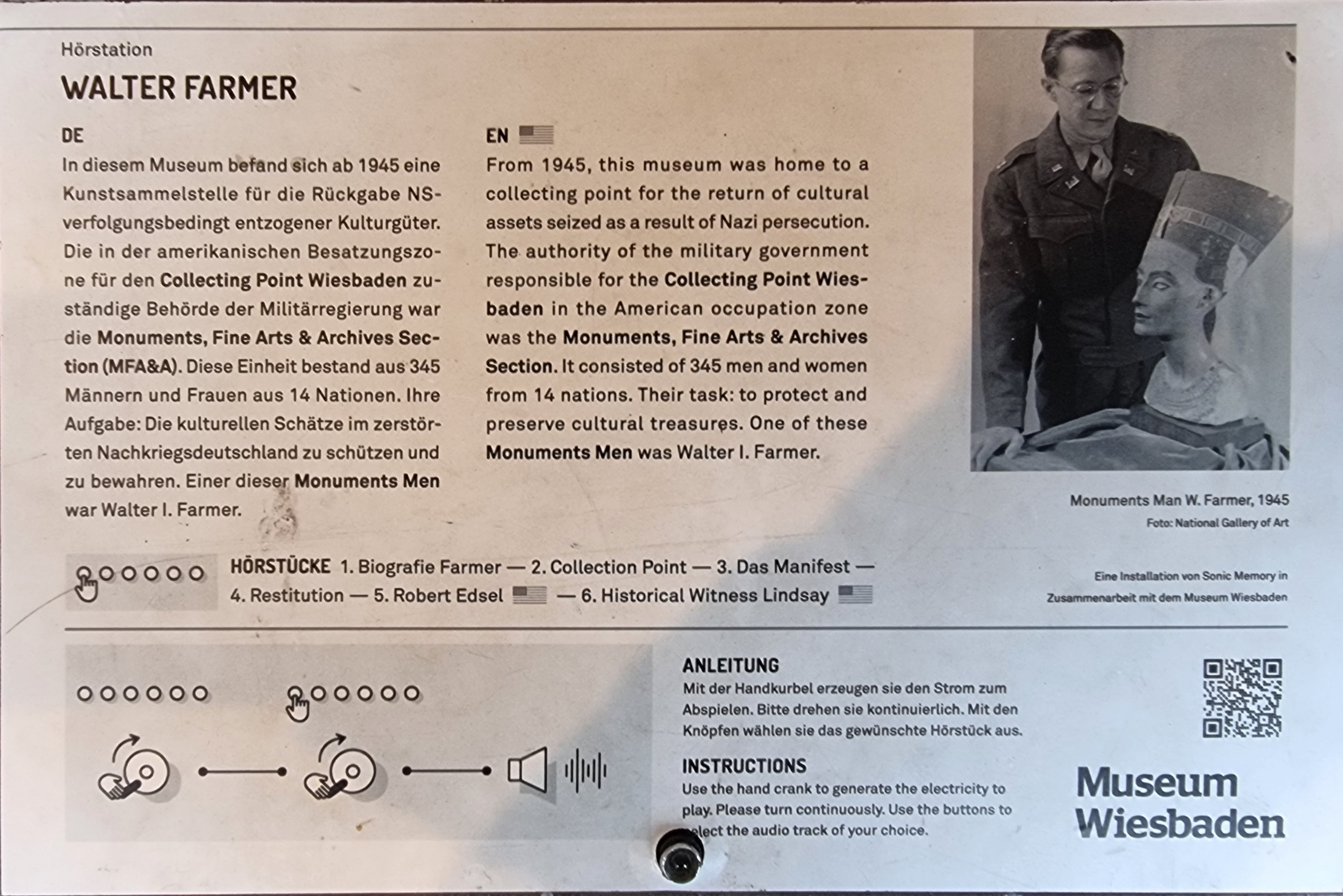
Porträt Farmers mit dem Kopf der Nofretete, einer Kurzvita in Deutsch und Englisch und QR-Code;
Infotafel auf einer „Hörstation“ zum „Ankurbeln“ am Museum Wiesbaden

Walter Ings Farmer (* 7. Juli 1911 in Alliance, Ohio; † 9. August 1997 in Cincinnati) war ein amerikanischer Architekt und Designer sowie Offizier der United States Army. Er wirkte nach dem Ende des Zweiten Weltkrieges ab Juni 1945 in der Amerikanischen Besatzungszone als Kunstschutzoffizier und leitete die Zentrale Sammelstelle für Kunstwerke in Wiesbaden. Im November 1945 initiierte er eine als Wiesbadener Manifest bekanntgewordene Protestnote amerikanischer Kunstschutzoffiziere (sog. Monuments Men) gegen die Überführung von Kunstschätzen aus deutschen Museen in die Vereinigten Staaten. Die Veröffentlichung dieses Manifests in amerikanischen Zeitungen bewirkte im April 1949 die Rückführung der Werke nach Deutschland. Ein Jahr vor seinem Tod erhielt Walter Farmer in Anerkennung seines Wirkens das Große Bundesverdienstkreuz.

## Leben
Walter Farmer wurde 1911 in Alliance, Ohio geboren und erwarb 1935 an der Miami University einen Bachelor-Abschluss in Mathematik sowie einen Bachelor in Architecture. Er wirkte anschließend bis 1942 als Designer bei einer privaten Firma sowie von 1936 bis 1970 als Dozent am Cincinnati Art Museum. Anfang 1942 trat er in den Dienst der United States Army ein, in der er im Januar 1943 die Offiziersausbildung abschloss und anschließend einer Pioniereinheit zugeordnet wurde. Im April desselben Jahres wurde er Adjutant beim 373. Pionierregiment, mit dem er nach England versetzt wurde.
Nach dem Ende des Zweiten Weltkrieges erreichte er mit seiner Einheit Aschaffenburg, wo er durch einen Artikel in der Armee-Zeitung Stars and Stripes auf die Arbeit der Monuments, Fine Arts and Archives Commission for the Protection and Salvage of Artistic and Historic Monuments in War Areas (MFA & A) aufmerksam wurde. Er wurde im Juni 1945 auf eigenen Antrag zur MFA & A versetzt und war damit als Kunstschutzoffizier der amerikanischen Militärregierung in Deutschland tätig. In dieser Funktion oblag ihm die Einrichtung des Central Collecting Point (Zentrale Sammelstelle) für Kunstwerke im Landesmuseum in Wiesbaden, als deren Direktor er fungierte. Hier wurden unter anderem Kunstschätze gelagert, die zuvor in Bergwerken in Thüringen verwahrt worden waren, darunter die Büste der Nofretete.
Am 6. November 1945 erhielt er den Befehl, die Überführung von 202 hochwertigen Gemälden aus Berliner Museen vorzubereiten. Er organisierte am folgenden Tag ein Treffen der in Deutschland stationierten Kunstschutzoffiziere der MFA & A, bei dem diese eine als Wiesbadener Manifest bekannt gewordene Protestnote verfassten. Der Transport der Werke in die National Gallery of Art in Washington, D.C. konnte durch diese Erklärung allerdings nicht verhindert werden. Das Wiesbadener Manifest wurde jedoch Anfang 1946 in mehreren amerikanischen Zeitungen veröffentlicht, wodurch es zu zahlreichen Protesten beim damaligen Präsidenten Harry S. Truman kam. Nach kontroversen Diskussionen und der Ausstellung der Gemälde in 13 amerikanischen Städten erfolgte schließlich im April 1949 deren Rückführung in die Zentrale Sammelstelle nach Wiesbaden.
Farmer kehrte 1946 in die USA zurück, wo er bis 1949 als Designer in Houston tätig war und während dieser Zeit das dortige Contemporary Arts Museum Houston gründete. Von 1949 bis zu seinem Tod war er Designer und Inhaber einer eigenen Firma in Cincinnati. Darüber hinaus fungierte er von 1950 bis 1967 als Dozent an der University of Cincinnati. 1978 gründete er das Miami University Art Museum in Oxford, Ohio. Er war zweimal verheiratet und Vater einer Tochter. 1997 starb er in Cincinnati an den Folgen einer Krebserkrankung.

## Auszeichnungen
Farmer wurde 1973 mit der Ehrendoktorwürde der Miami University und im Februar 1996 in Anerkennung seiner Verdienste um die Rettung deutscher Kunstschätze mit dem Großen Verdienstkreuz der Bundesrepublik Deutschland ausgezeichnet. Die Großloge der Alten Freien und Angenommenen Maurer von Deutschland würdigte sein Wirken im Jahr 1997 mit dem Humanitären Preis der deutschen Freimaurer. Darüber hinaus erhielt er während seiner beruflichen Laufbahn mehrere Designpreise.

## Schriften (Auswahl)
- The History Of The Miami University Art Museum 1966–1981: Carefully Supported With Original Documents And A Critique Of Its Last Two Years. Oxford OH 1981
- In America since 1607: The Hollingsworth, Farmer, and Judkins Families, Their Ancestors, Descendants, And Many Related Families. Baltimore 1987 und Houston 2002
- The Wiesbaden Manifesto of 7 November 1945. Berlin 1997
- The Safekeepers: A Memoir Of The Arts At The End Of World War II. Cincinnati 1994 sowie Berlin und New York 2000; deutsche Ausgabe: Die Bewahrer des Erbes: Das Schicksal deutscher Kulturgüter am Ende des Zweiten Weltkrieges. Berlin 2002